# Robert O. Cornthwaite
Robert O. Cornthwaite est un acteur américain, né le 28 avril 1917 à St. Helens, dans l'Oregon, et mort le 20 juillet 2006 à Woodland Hills, en Californie (États-Unis).

## Filmographie
- 1950 : Midi, gare centrale (Union Station) : Emergency Room Orderly
- 1951 : Gambling House (en) : Stefan, Italian Immigrant
- 1951 : La Chose d'un autre monde (The Thing from Another World) : Dr Carrington
- 1951 : Le Signe des renégats (Mark of the Renegade) : Innkeeper
- 1951 : His Kind of Woman : Hernandez
- 1952 : L'Ivresse et l'amour (Something to Live For) de George Stevens : Young Man
- 1952 : Chérie, je me sens rajeunir (Monkey Business) : Dr Zoldeck
- 1953 : La Guerre des mondes (The War of the Worlds) : Dr Pryor
- 1955 : Le juge Thorne fait sa loi (Stranger on Horseback) : Arnold Hammer
- 1955 : En quatrième vitesse (Kiss Me Deadly) : FBI agent
- 1955 : Le Cavalier au masque (The Purple Mask) : Napoleon Bonaparte
- 1956 : On the Threshold of Space (en) : Dawson
- 1956 : Crusader (TV)
- 1956 : The Leather Saint (en) d'Alvin Ganzer : Dr Lomas
- 1957 : L'Odyssée de Charles Lindbergh (The Spirit of St. Louis) : Harry Knight, Lindbergh Student
- 1957 : Hell on Devil's Island : Gov. Renault
- 1958 : The Power of the Resurrection : Caiaphas
- 1959 : Destination Space (TV) : Senator Royce
- 1959 : Tout près de Satan (Ten Seconds to Hell) : Franz Loeffler
- 1959 : La Chevauchée des bannis (Day of the Outlaw) : Tommy Preston, Wyoming Hotel Owner
- 1962 : Qu'est-il arrivé à Baby Jane ? (What Ever Happened to Baby Jane?) : Dr Shelby
- 1966 : The Ghost and Mr. Chicken (en) : Springer
- 1967 : Ride to Hangman's Tree : T. L. Harper
- 1967 : L'Or des pistoleros (Waterhole #3) : Clerk (George)
- 1970 : Le Cerveau d'acier (Colossus : The Forbin Project) : First Scientist
- 1971 : The Peace Killers : Ben
- 1971 : Two on a Bench (TV) : M.. Hayes
- 1972 : Killer by Night (TV) : Dr Bradville
- 1972 : Journey Through Rosebud (en) : Hearing officer
- 1972 : The Longest Night (en) (TV) : Frank Cavanaugh
- 1973 : The Devil's Daughter (TV) : Pastor Dixon
- 1973 : L'Homme qui valait trois milliards (The Six Million Dollar Man) (TV) : Dr Ashburn
- 1976 : Crackle of Death (en) (TV) : Dr Hartfield
- 1976 : Les Rescapés du futur (Futureworld) : M.. Reed
- 1979 : Love's Savage Fury (TV) : Dr Tighe
- 1982 : The Day the Bubble Burst (TV)
- 1983 : Doctor Detroit : Professor Blount
- 1983 : Le Coup du siècle (Deal of the Century) de William Friedkin : Huddleston
- 1987 : Who's That Girl : Minister
- 1989 : Time Trackers : Dr Alistair Craig
- 1991 : Frame Up : Earl Cott
- 1993 : Panique sur Florida Beach (Matinee) : Dr Flankon
- 1994 : La Revanche de l'Ouest (Dead Man's Revenge) (TV) : Storekeeper
- 1995 : White Dwarf (TV) : King Joist of the Dark Side
- 1996 : Le Caméléon (un épisode) : M. Hollis
- 2005 : The Naked Monster : Dr Carrington